# Rupela leucatea
Rupela leucatea là một loài bướm đêm trong họ Crambidae.